# Senarpont
Senarpont est une commune française située dans le département de la Somme en région Hauts-de-France.

## Géographie

### Localisation
Senarpont est un village picard du Vimeu, limitrophe de la Normandie.
À vol d'oiseau, la commune est située à 7 km au nord-ouest de Beaucamps-le-Vieux, 8 km au sud-est de Blangy-sur-Bresle, 26 km au sud-ouest d'Abbeville et à 42 km à l'ouest d'Amiens.
Le territoire de la commune est limitrophe de ceux de neuf communes.
Les communes limitrophes sont Hodeng-au-Bosc, Nesle-Normandeuse, Bermesnil, Foucaucourt-Hors-Nesle, Inval-Boiron, Lignières-en-Vimeu, Nesle-l'Hôpital, Neuville-Coppegueule et Saint-Léger-sur-Bresle.

### Hydrographie

#### Réseau hydrographique
La commune est traversée par la ligne de partage des eaux entre les bassins hydrographiques Artois-Picardie et Seine-Normandie. Elle est drainée par la Bresle, le Liger, divers bras de la Bresle, la Bresle, le Liger, divers bras de la Bresle,.
La Bresle est un fleuve côtier d'une longueur de 68 km, qui prend sa source dans la commune de Abancourt, à 180 mètres d'altitude, et se jette  dans la Manche au Tréport, après avoir traversé 30 communes.

Le Liger, d'une longueur de 14 km, prend sa source dans la commune de Lafresguimont-Saint-Martin et se jette  dans la Bresle sur la commune, après avoir traversé huit communes.

Senarpont est au confluent du Liger et de la Bresle.

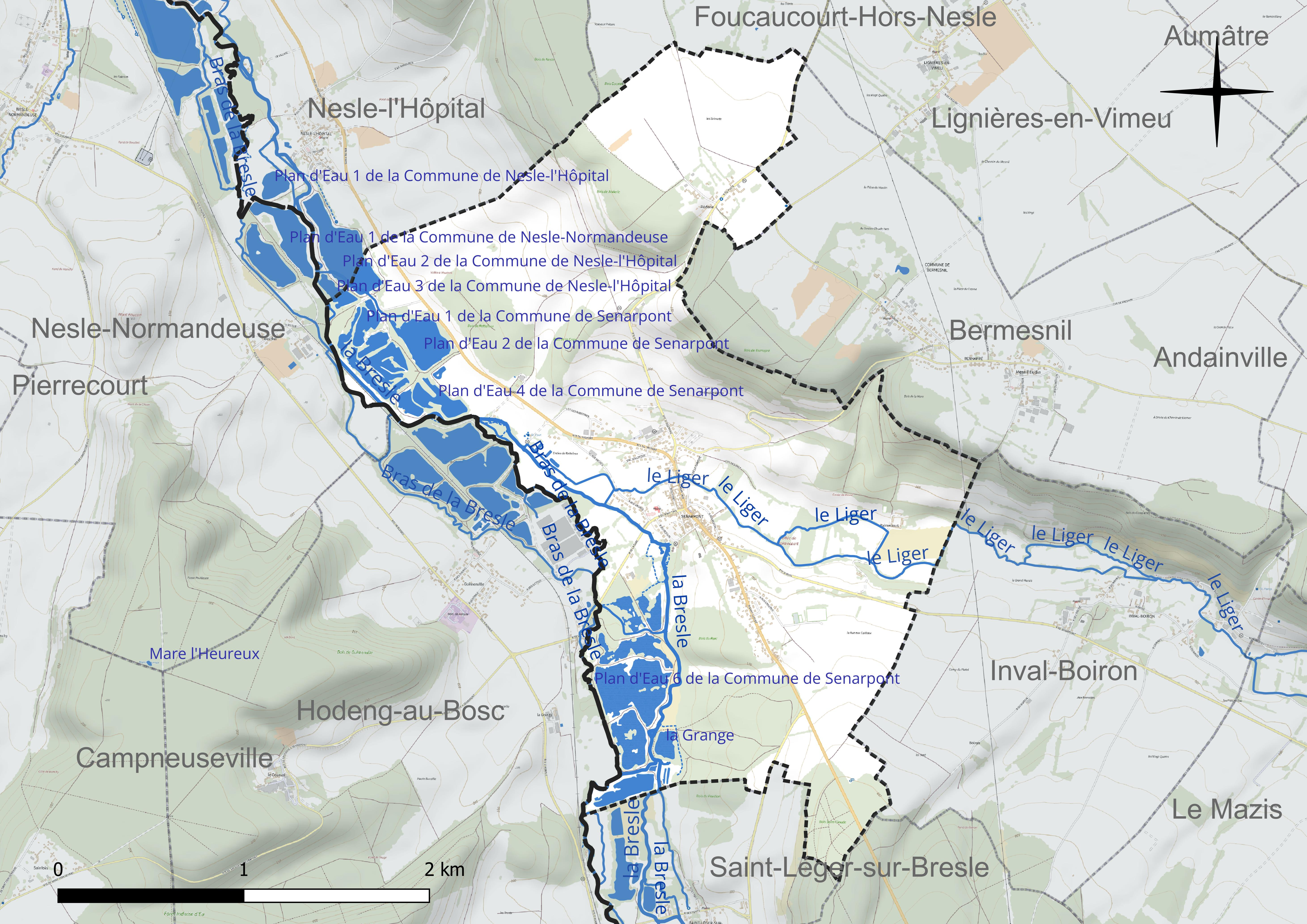
Réseau hydrographique de Senarpont.

Divers plans d'eau complètent le réseau hydrographique : la Grange (1,3 ha), le plan d'eau 1 de la commune de Senarpont (2,6 ha), le plan d'eau 2 de la commune de Nesle-l'Hôpital, d'une superficie totale de 9 ha (2 ha sur la commune), le plan d'eau 2 de la commune de Senarpont (5,1 ha), le plan d'eau 3 de la commune de Nesle-l'Hôpital, d'une superficie totale de 1,5 ha (0,7 ha sur la commune), le plan d'eau 3 de la commune de Senarpont (5,3 ha), le plan d'eau 4 de la commune de Senarpont (3,7 ha), le plan d'eau 5 de la commune de Senarpont (1,4 ha), le plan d'eau 6 de la commune de Senarpont (15,9 ha) et les Marais (2,6 ha),.

#### Gestion et qualité des eaux
Le territoire communal est couvert par le schéma d'aménagement et de gestion des eaux (SAGE) « Vallée de la Bresle ». Ce document de planification concerne un territoire de 748 km2 de superficie, délimité par le bassin versant de la Bresle. Le périmètre a été arrêté le 7 avril 2003 et le SAGE proprement dit a été approuvé le 18 août 2016. La structure porteuse de l'élaboration et de la mise en œuvre est le syndicat mixte d'aménagement, de gestion et de valorisation du bassin de la Bresle.
La qualité des cours d'eau peut être consultée sur un site dédié géré par les agences de l'eau et l'Agence française pour la biodiversité.

### Climat
Pour des articles plus généraux, voir Climat des Hauts-de-France et Climat de la Somme.
En 2010, le climat de la commune est de type climat océanique dégradé des plaines du Centre et du Nord, selon une étude du CNRS s'appuyant sur une série de données couvrant la période 1971-2000. En 2020, Météo-France publie une typologie des climats de la France métropolitaine dans laquelle la commune est exposée à un climat océanique et est dans la région climatique Côtes de la Manche orientale, caractérisée par un faible ensoleillement (1 550 h/an) ; forte humidité de l'air (plus de 20 h/jour avec humidité relative > 80 % en hiver), vents forts fréquents.
Pour la période 1971-2000, la température annuelle moyenne est de 10,4 °C, avec une amplitude thermique annuelle de 13,8 °C. Le cumul annuel moyen de précipitations est de 824 mm, avec 12,9 jours de précipitations en janvier et 8,4 jours en juillet. Pour la période 1991-2020, la température moyenne annuelle observée sur la station météorologique la plus proche, située sur la commune d'Oisemont à 8 km à vol d'oiseau, est de 11,1 °C et le cumul annuel moyen de précipitations est de 801,4 mm,. Pour l'avenir, les paramètres climatiques de la commune estimés pour 2050 selon différents scénarios d'émission de gaz à effet de serre sont consultables sur un site dédié publié par Météo-France en novembre 2022.

## Urbanisme

### Typologie
Au 1er janvier 2024, Senarpont est catégorisée commune rurale à habitat dispersé, selon la nouvelle grille communale de densité à sept niveaux définie par l'Insee en 2022.
Elle est située hors unité urbaine et hors attraction des villes,.

### Occupation des sols
L'occupation des sols de la commune, telle qu'elle ressort de la base de données européenne d'occupation biophysique des sols Corine Land Cover (CLC), est marquée par l'importance des territoires agricoles (64,4 % en 2018), en diminution par rapport à 1990 (65,6 %). La répartition détaillée en 2018 est la suivante : 
terres arables (39,7 %), prairies (24,7 %), forêts (20,4 %), eaux continentales (9,3 %), zones urbanisées (5,9 %). L'évolution de l'occupation des sols de la commune et de ses infrastructures peut être observée sur les différentes représentations cartographiques du territoire : la carte de Cassini (XVIIIe siècle), la carte d'état-major (1820-1866) et les cartes ou photos aériennes de l'IGN pour la période actuelle (1950 à aujourd'hui).

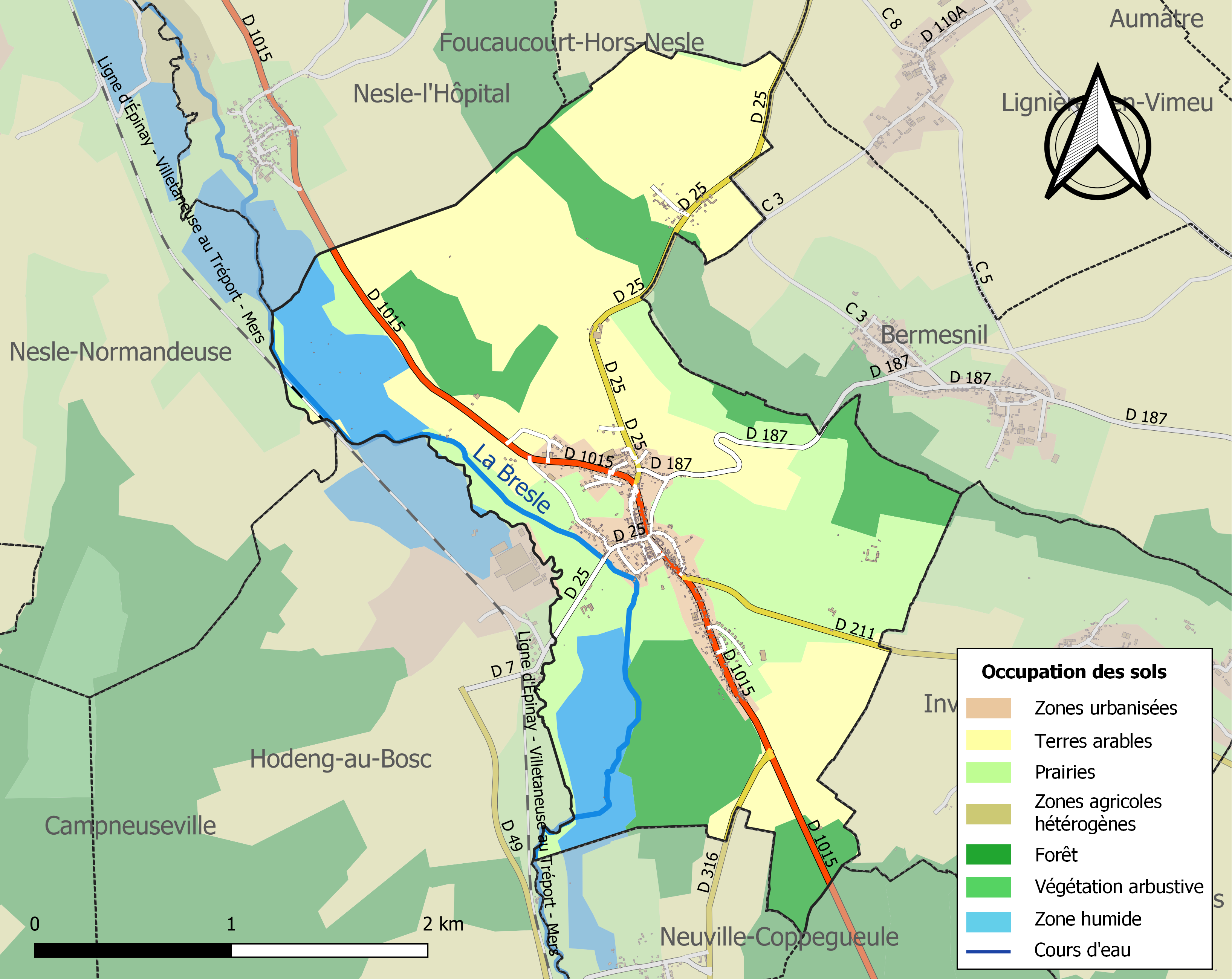
Carte des infrastructures et de l'occupation des sols de la commune en 2018 (CLC).

### Voies de communication et transports
Elle est desservie par la route départementale 1015 (ex-RN 15bis), ancienne voie romaine reliant Beauvais à Saint-Valery-sur-Somme.
La localité est desservie par la ligne d'autocars no 4 (Blangy-sur-Bresle - Amiens) du réseau Trans'80, Hauts-de-France, chaque jour de la semaine sauf le dimanche et les jours fériés.

## Toponymie
Daté de 734, Somardus Pons est relevé par François César Louandre dans sa Topographie du Ponthieu. En 1115, Ch. d'Étienne d'Aumale cite Sinardi Pons. L'Histoire ecclésiastique d'Abbeville nous procure Senerpont en 1125. Le cartulaire de Selincourt donne la forme actuelle de Senarpont à partir de 1147,.

## Histoire
En octobre 1463, le roi Louis XI (1423-1461-1483), après avoir racheté les villes de la Somme à Philippe le Bon, octroya par lettres patentes à Senarpont des droits à deux foires annuelles. Il fut trouvé par ce moyen un frein nécessaire à l'attraction considérable des capitaux sonnants et trébuchants vers les foires d'Anvers et de Bruges.
Longtemps possession de la Maison de Monchy, la seigneurie de Senarpont comportait un château fort, qui fut vendu en 1785 et restauré après 1805, avant d'être incendié en 1889.

## Politique et administration

### Rattachements administratifs et électoraux
La commune se trouvait jusqu'en 2009 dans l'arrondissement d'Amiens du département de la Somme. De 2009 à 2016, elle est intégrée à l'arrondissement d'Abbeville, avant de réintégrer le 1er janvier 2017 l'arrondissement d'Amiens. Pour l'élection des députés, elle fait partie depuis 2012 de la troisième circonscription de la Somme.
Elle faisait partie depuis 1793 du canton d'Oisemont. Dans le cadre du redécoupage cantonal de 2014 en France, la commune est intégrée au canton de Poix-de-Picardie.

### Intercommunalité
La commune fait partie de la communauté de communes de la Région d'Oisemont, créée le 30 décembre 1994.
Dans le cadre des dispositions de la loi portant nouvelle organisation territoriale de la République du 7 août 2015, qui prévoit que les établissements publics de coopération intercommunale (EPCI) à fiscalité propre doivent avoir un minimum de 15 000 habitants, la préfète de la Somme propose en octobre 2015 un projet de nouveau schéma départemental de coopération intercommunale (SDCI) qui prévoit la réduction de 28 à 16 du nombre des intercommunalités à fiscalité propre du département. Ce projet prévoit la « fusion des communautés de communes du Sud-Ouest Amiénois, du Contynois et de la région d'Oisemont », le nouvel ensemble de 37 412 habitants regroupant 120 communes,. À la suite de l'avis favorable de la commission départementale de coopération intercommunale en janvier 2016, la préfecture sollicite l'avis formel des conseils municipaux et communautaires concernés en vue de la mise en œuvre de la fusion le 1er janvier 2017.
Au 1er janvier 2017, Région de Oisemont, Sud-Ouest amiénois et Contynois forment la nouvelle communauté de communes Somme Sud Ouest (CCSSO) dont le siège est à Poix de Picardie.

### Politique municipale
À la suite du décès du maire élu en 2014, Patrick Bèle, survenu en juillet 2016, des élections municipales partielles sont organisées les 18 et éventuellement 25 septembre, afin de compléter le conseil municipal, qui a élu la nouvelle maire, Béatrice Delhomelle,. Celle-ci a fait part de sa décision de ne pas briguer sa rééelection lors des élections municipales de 2020.

### Liste des maires
| Période                                  | Période                      | Identité            | Étiquette | Qualité                                                    |
| ---------------------------------------- | ---------------------------- | ------------------- | --------- | ---------------------------------------------------------- |
| Les données manquantes sont à compléter. |                              |                     |           |                                                            |
|                                          | 2001                         | Gérard Duhamel      |           |                                                            |
| mars 2001                                | 2008                         | Janine Bernard      |           |                                                            |
| mars 2008                                | 2014                         | Daniel Denis        |           |                                                            |
| 2014,                                    | juillet 2016                 | Patrick Bèle        |           | Salarié aux verreries Pochet du Courval Décédé en fonction |
| septembre 2016                           | juillet 2020                 | Béatrice Delhomelle |           |                                                            |
| juillet 2020                             | En cours (au 7 juillet 2020) | David Blondin       |           | Commerçant                                                 |

## Population et société

### Démographie
L'évolution du nombre d'habitants est connue à travers les recensements de la population effectués dans la commune depuis 1793. Pour les communes de moins de 10 000 habitants, une enquête de recensement portant sur toute la population est réalisée tous les cinq ans, les populations de référence des années intermédiaires étant quant à elles estimées par interpolation ou extrapolation. Pour la commune, le premier recensement exhaustif entrant dans le cadre du nouveau dispositif a été réalisé en 2004.

En 2022, la commune comptait 629 habitants, en évolution de −5,27 % par rapport à 2016 (Somme : −1,26 %, France hors Mayotte : +2,11 %).
| 1793 | 1800 | 1806 | 1821 | 1831 | 1836 | 1841 | 1846 | 1851 |
| ---- | ---- | ---- | ---- | ---- | ---- | ---- | ---- | ---- |
| 651  | 556  | 515  | 519  | 520  | 545  | 549  | 524  | 545  |

| 1856 | 1861 | 1866 | 1872 | 1876 | 1881 | 1886 | 1891 | 1896 |
| ---- | ---- | ---- | ---- | ---- | ---- | ---- | ---- | ---- |
| 525  | 559  | 587  | 574  | 590  | 604  | 549  | 543  | 576  |

| 1901 | 1906 | 1911 | 1921 | 1926 | 1931 | 1936 | 1946 | 1954 |
| ---- | ---- | ---- | ---- | ---- | ---- | ---- | ---- | ---- |
| 560  | 559  | 509  | 509  | 462  | 450  | 470  | 446  | 439  |

| 1962 | 1968 | 1975 | 1982 | 1990 | 1999 | 2004 | 2006 | 2009 |
| ---- | ---- | ---- | ---- | ---- | ---- | ---- | ---- | ---- |
| 515  | 635  | 727  | 769  | 800  | 770  | 723  | 718  | 684  |

| 2014 | 2019 | 2022 | - | - | - | - | - | - |
| ---- | ---- | ---- | - | - | - | - | - | - |
| 666  | 628  | 629  | - | - | - | - | - | - |

### Enseignement
L'école primaire publique se tient au n°11 de la rue du Général Leclerc.
Pour l'année scolaire 2024-2025, un regroupement pédagogique intercommunal, basé à Senarpont, associe sept classes pour cinq communes : Senarpont, Le Mazis, Saint-Léger-sur-Bresle, Nesle-l'Hôpital, Inval-Boiron.
Au 1er janvier 2017, la communauté de communes CCSSO gère la compétence scolaire.

### Autres services publics
Le bureau de poste, fermé dans les années 2000, est remplacé en 2019 par un relais postal habilité a réaliser les opérations courantes et exploité par la fleuriste du village.

## Culture locale et patrimoine

### Lieux et monuments
- Église Saint-Denis.

- Restes de l'ancien château de Senarpont, inscrits aux Monuments historiques depuis un arrêté du 15 juin 1926[51]. Ce château fort, reconstruit à la fin du XVe siècle par Edmond Ier de Monchy, seigneur de Senarpont, resta dans sa descendance jusqu'à Charles Henri Othon, prince de Nassau-Siegen[52], qui le vendit en 1785 à Alexandre Marie Léon Dary, mestre de camp d'infanterie, seigneur d'Ernemont et du Vallalet[53]. Le fils de celui-ci, Alexandre Pierre Dary de Senarpont, maire de Senarpont, fit restaurer le château dans les premières années du XIXe siècle. Le château de Senarpont brûla accidentellement le 24 décembre 1889[54]. Au début du XXe siècle, ses ruines furent abattues et une grande demeure de style néo-normand fut reconstruite à leur emplacement (propriété privée).
- Monument aux morts.
- L'arbre à loques de saint Claude, censé guérir fièvres et maladies de peau. Une épidémie de peste, au XVe siècle, se serait arrêtée à l'endroit précis où existait une petite chapelle dédiée à saint Claude.
- Chapelle Saint-Vast à Réderie[55].
- Les Jardins de LY, ouverts à la visite.

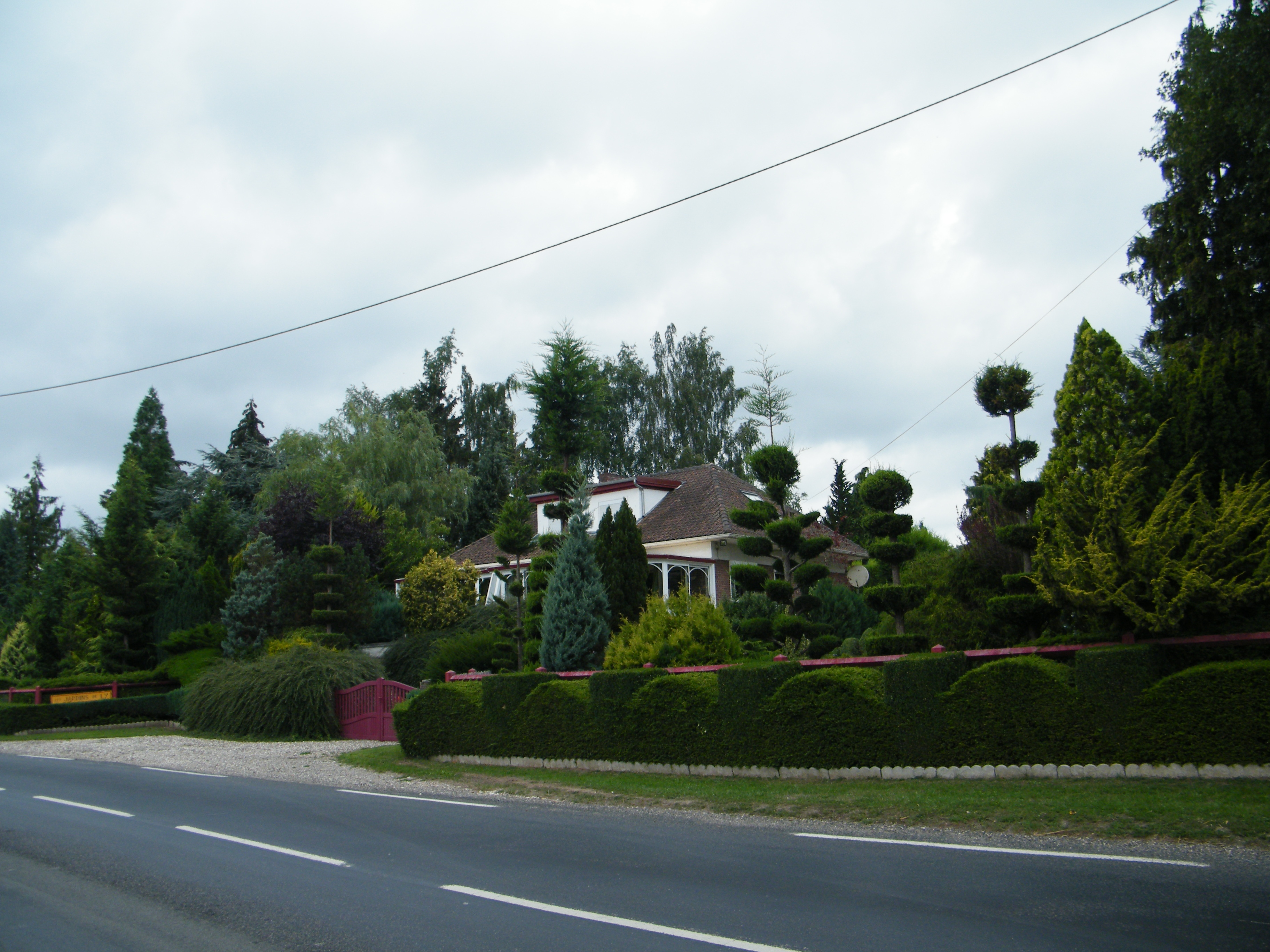
Jardins de Ly, entrée.
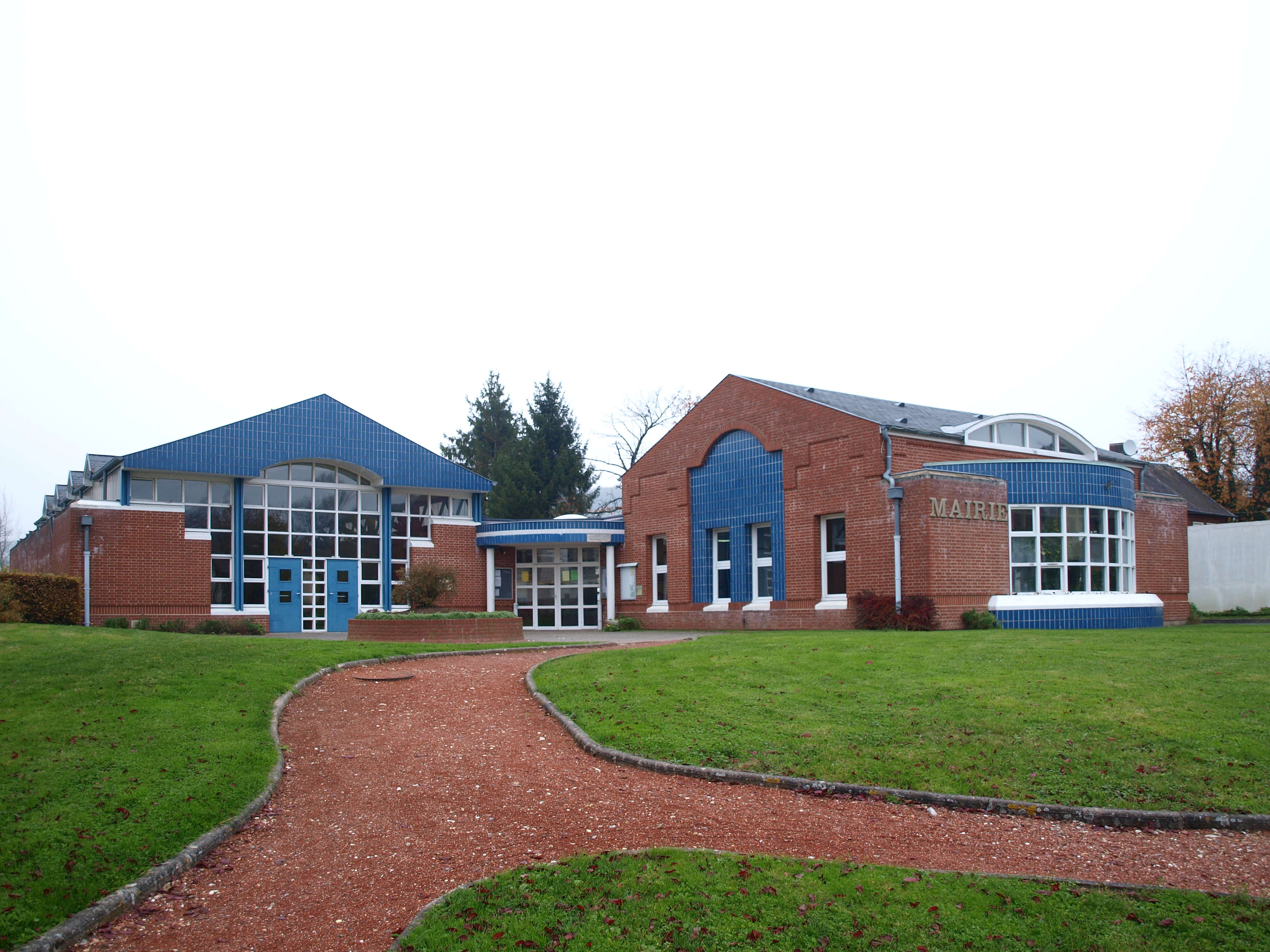
Mairie.
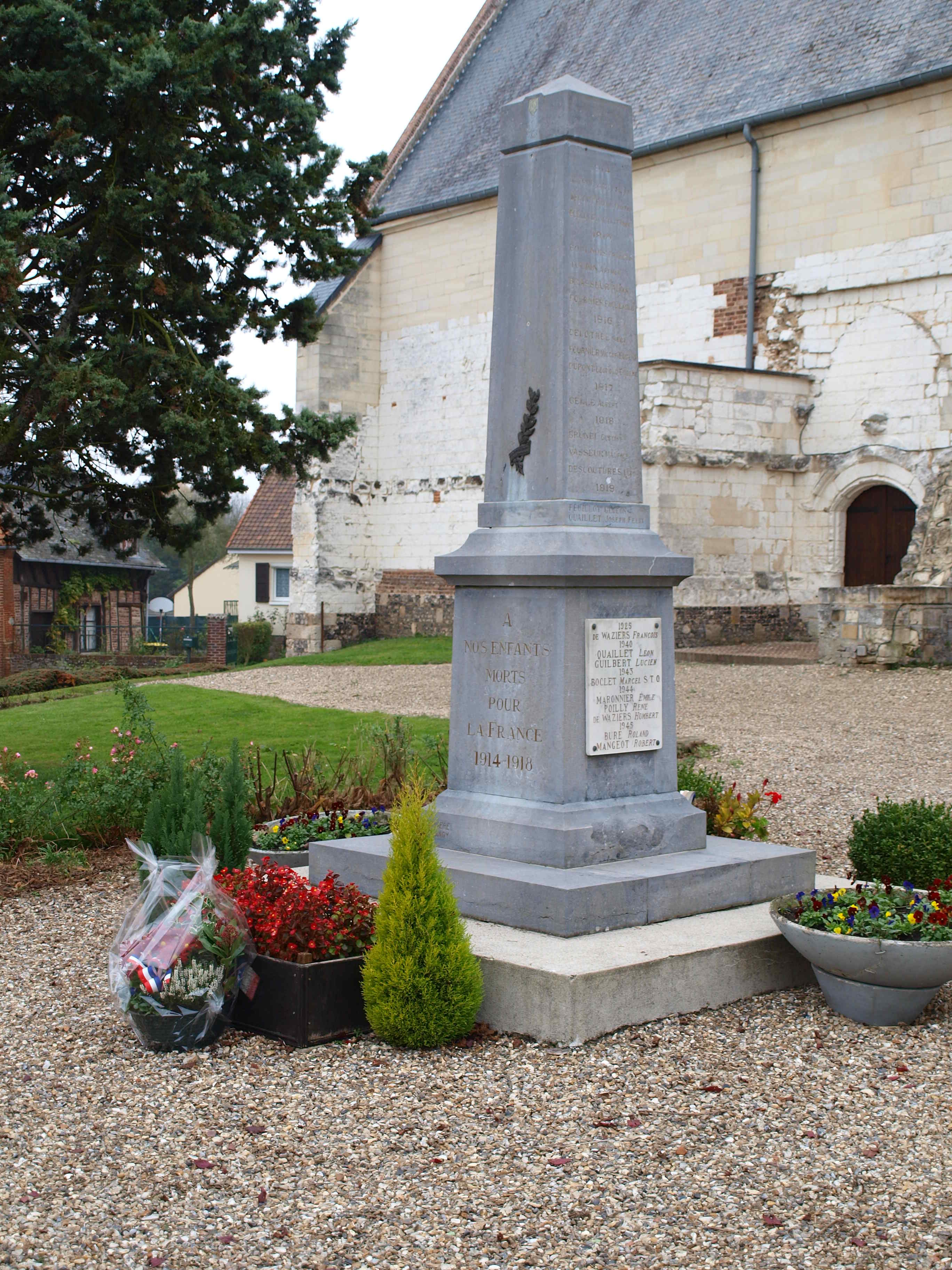
Monument aux morts.
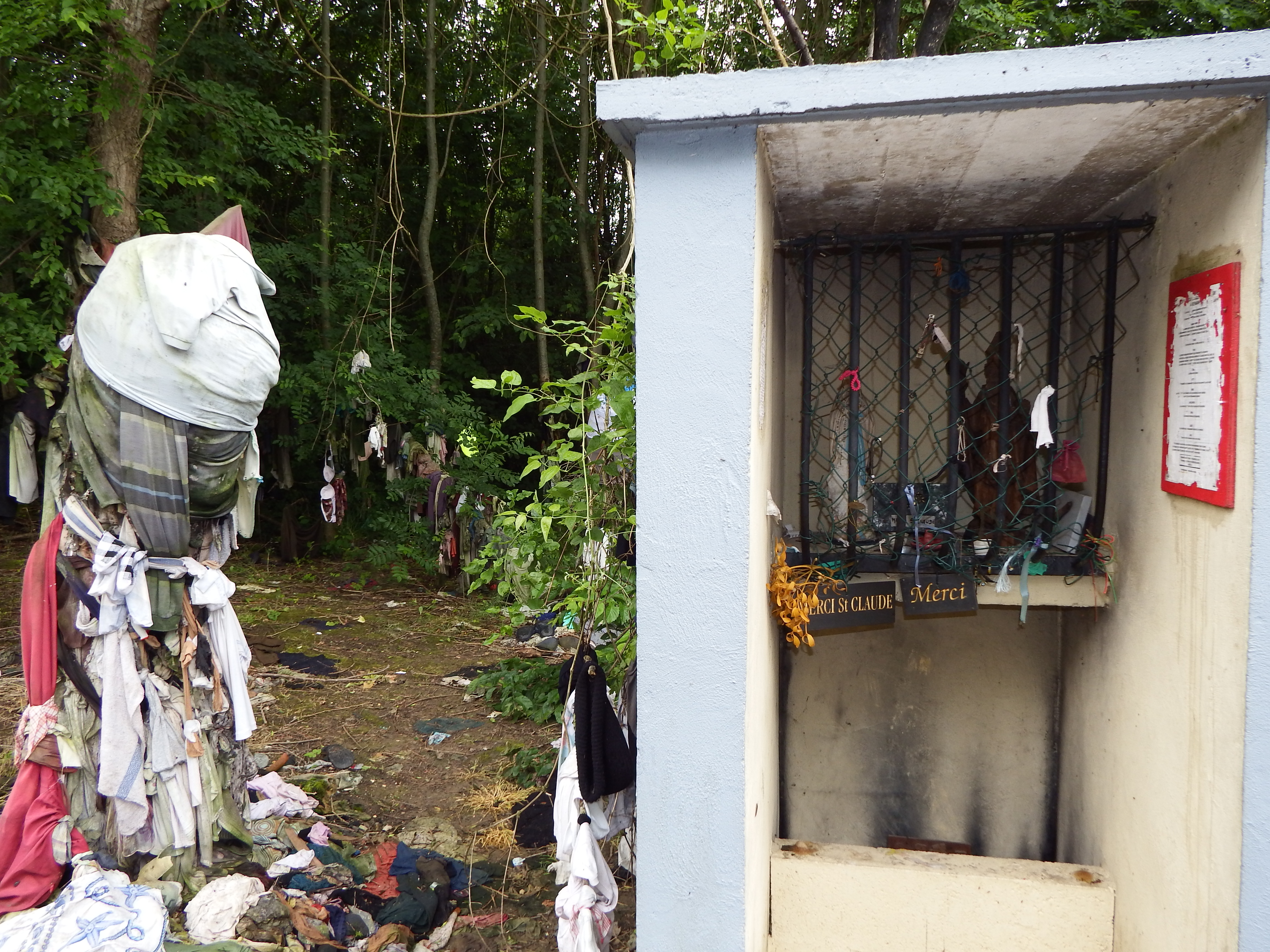
Arbre à loques de saint Claude.
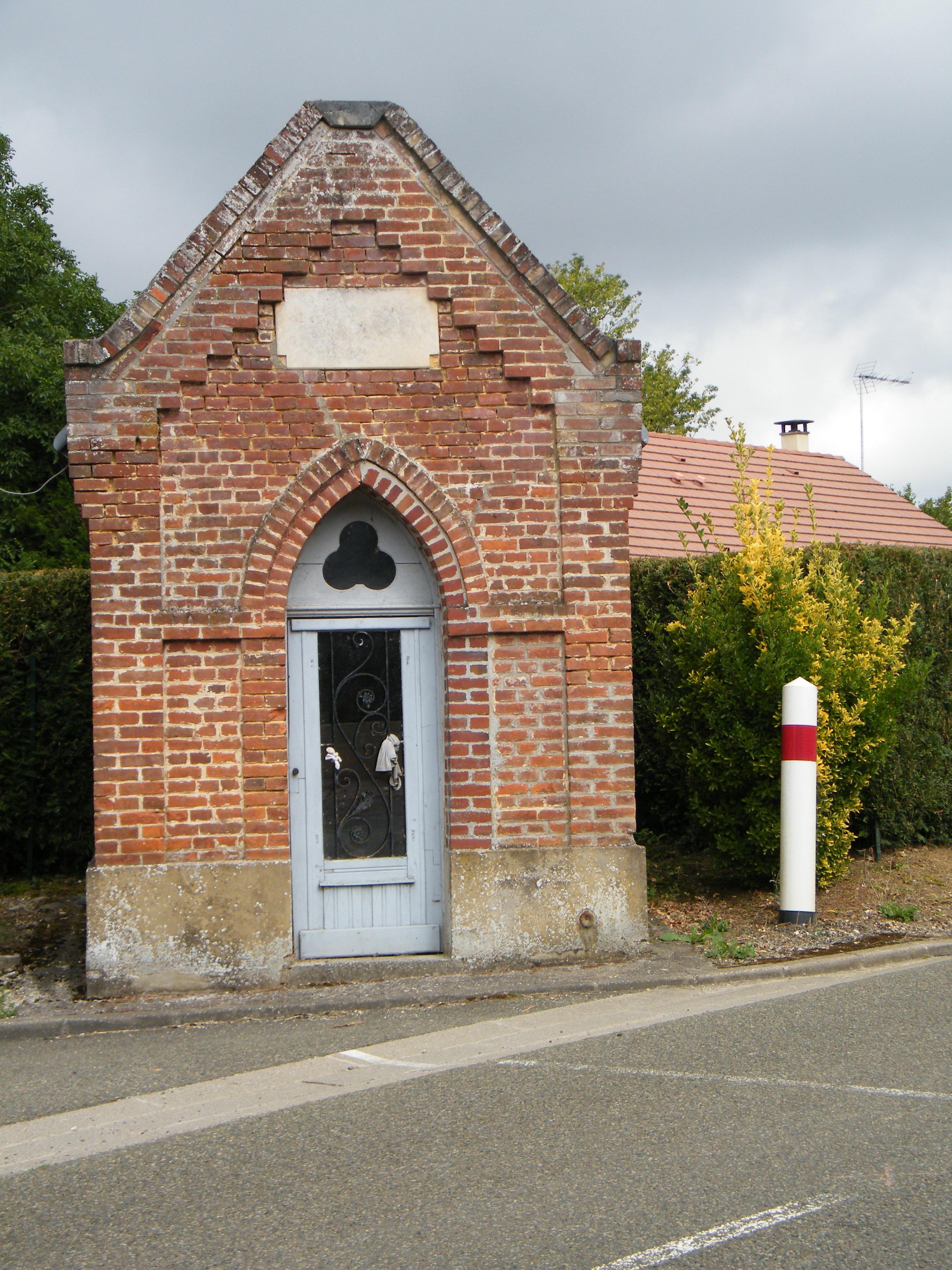
Chapelle à Réderie.
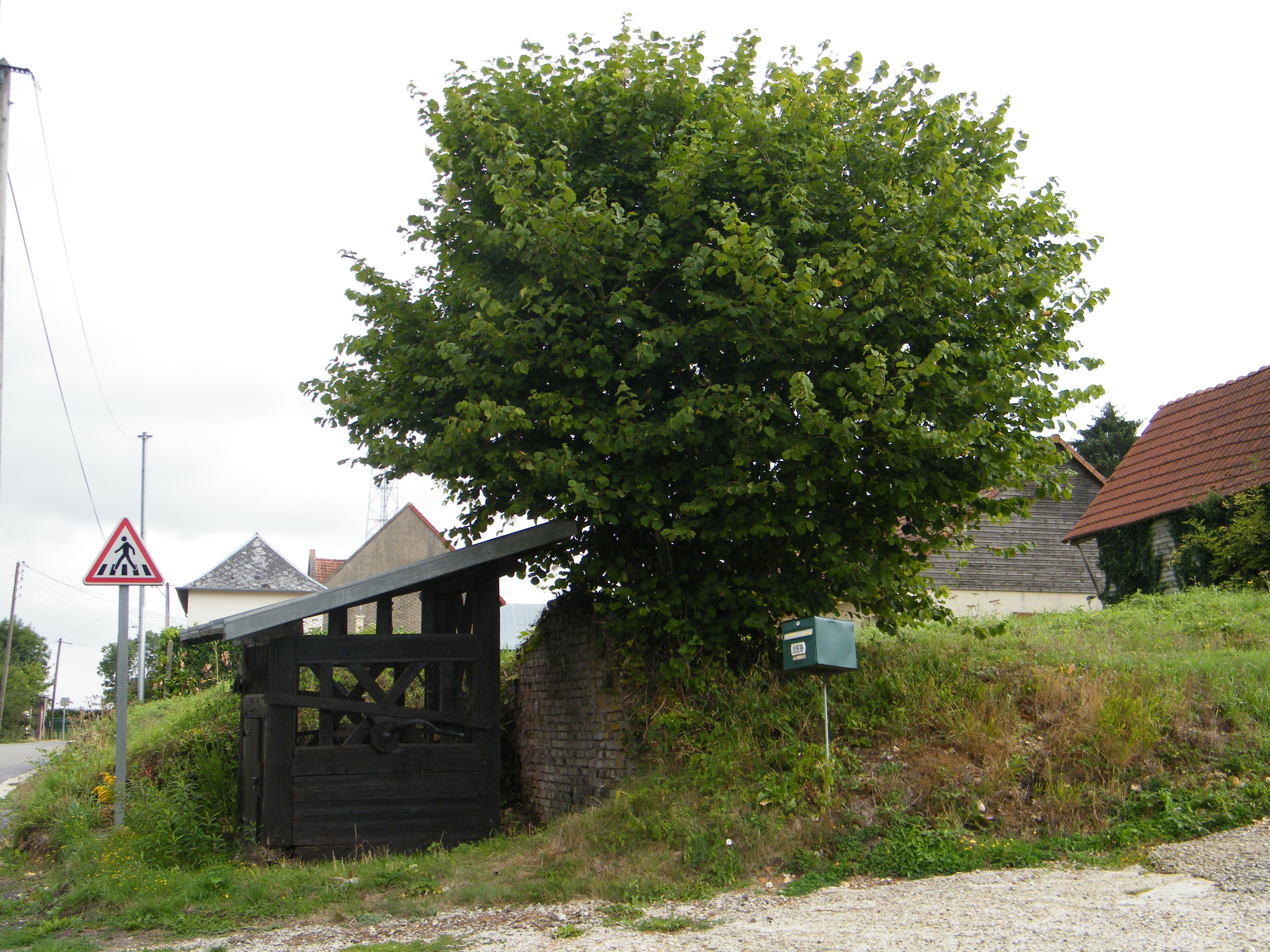
Puits patrimonial à Réderie.

### Personnalités liées à la commune
- Charles Henri Othon, prince de Nassau-Siegen (1745–1808), amiral espagnol et russe, né à Senarpont. Il voyagera notamment aux côtés de Louis-Antoine de Bougainville lors de son tour du monde.
- François-Hyacinthe-Guy Dusevel (1796-1881), natif de Doullens, avocat, avoué, archéologue, publiciste, historien régional, inspecteur des monuments du département de la Somme, fondateur de la "Société des Antiquaires de Picardie", officier de l'Instruction publique, auteur de nombre de publications régionales, décédé à Senarpont chez son petit-fils Eugène-Alphonse DUSEVEL, propriétaire au dit Senarpont.

### Héraldique
|  | Les armes de la commune se blasonnent ainsi : d'azur à la tour d'argent. |

## Pour approfondir